# Ray Kellogg (regista)
Ray Kellogg (Council Bluffs, 15 novembre 1905 – Ontario, 5 luglio 1976) è stato un effettista e regista cinematografico statunitense.

## Biografia
Durante la seconda guerra mondiale milita nella marina militare statunitense e in queste circostanze conosce il regista John Ford. I due collaborano alla realizzazione di un documentario sui alcuni criminali nazisti che verranno poi processati a Norimberga.
Dopo la guerra comincia a realizzare effetti speciali fotografici per la 20th Century Studios, partecipando a più di 100 film e finendo per divenire il capo del dipartimento.
Dopo un paio di film come regista della seconda unità, nel 1959 esordisce come regista del b-movie The Killer Shrews - Toporagni assassini. Nel 1968 firma la co-regia di Berretti verdi, penultimo film da regista di John Wayne. Continua inoltre a dirigere la seconda unità di alcuni film della 20th Century Fox, fra cui Cleopatra (1963).

## Filmografia

### Effettista
- Operazione Cicero (Five Fingers), regia di Joseph L. Mankiewicz (1952)
- Primo peccato (Dreamboat), regia di Claude Binyon (1952)
- La tua bocca brucia (Don't Bother to Knock), regia di Roy Ward Baker (1952)
- Gli uomini preferiscono le bionde (Gentlemen Prefer Blondes), regia di Howard Hawks (1953)
- La frusta d'argento (The Silver Whip), regia di Harmon Jones (1953)
- Il prigioniero della miniera (Garden of Evil), regia di Henry Hathaway (1954)
- Scandalo al collegio (How to Be Very, Very Popular), regia di Nunnally Johnson (1955)
- Le piogge di Ranchipur (The Rains of Ranchipur), regia di Jean Negulesco (1955)

### Regista
- The Killer Shrews - Toporagni assassini (The Killer Shrews) (1959)
- The Giant Gila Monster (1959)
- My Dog, Buddy (1960)
- The Monroes - serie TV (1966)
- Berretti verdi (The Green Berets) co-regia con John Wayne e Mervyn LeRoy (1968)